# Type 82 (autoblindo)
Il Type 82 (82式指揮通信車, Hachini shikitsūshinsha) è  una autoblindo entrata in servizio nella JGSDF nel 1982. Si tratta del primo veicolo blindato su ruote costruito in Giappone dopo la fine della Seconda guerra mondiale. Il veicolo è anche noto come Type 82 CCV (Command and Communications Vehicle).
Il Type 82 viene utilizzato essenzialmente come posto di comando per i reparti meccanizzati.

## Progetto e sviluppo
Nel 1974 l'Agenzia della Difesa giapponese decise di avviare una ricerca per valutare le capacità fuoristrada dei veicoli blindati su ruote. Lo studio si protrasse fino al 1977, e si concluse con il riconoscimento delle discrete e soddisfacenti capacità fuoristrada dei veicoli a ruote, che furono confrontati con i cingolati ritenuti favoriti.

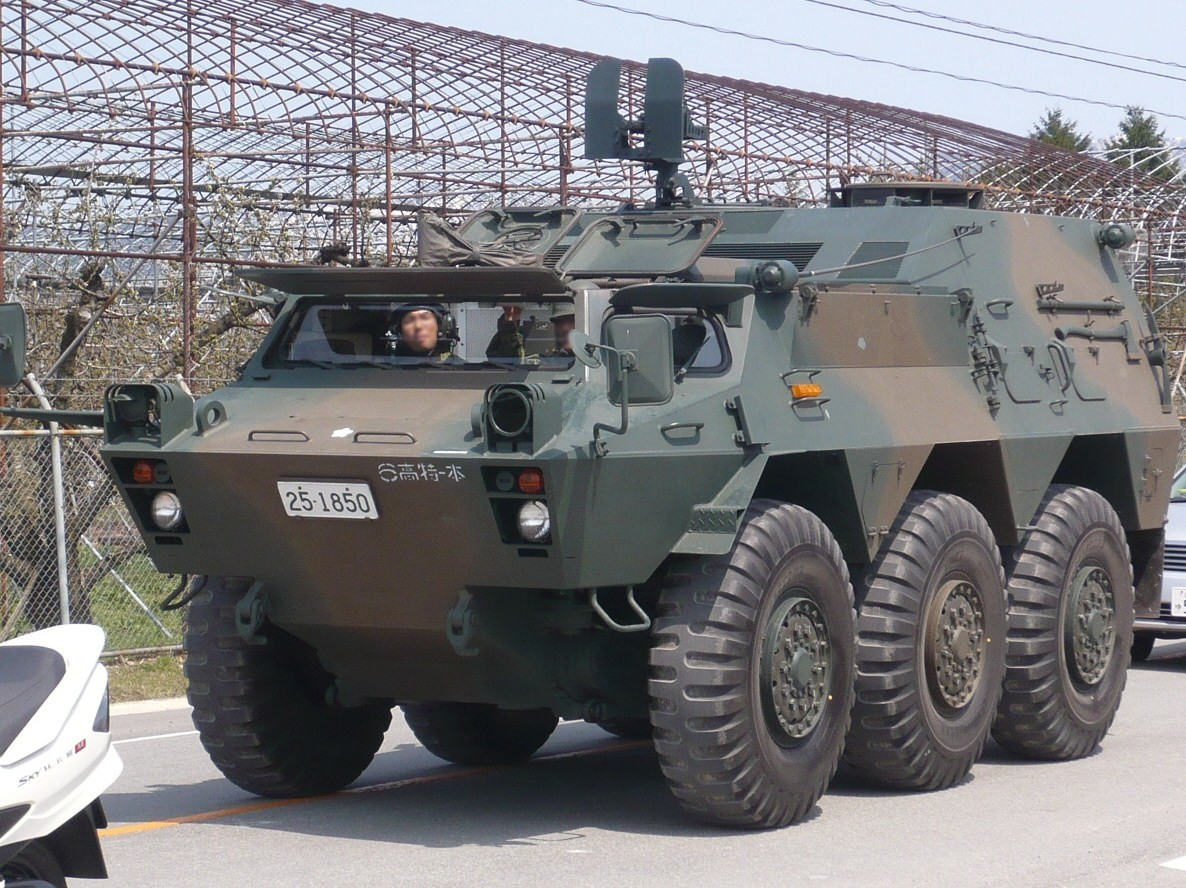
Vista laterale e anteriore del Type 82.

Quindi nel 1978 fu ordinato a Mitsubishi di costruire un prototipo di autoblindo a sei ruote, mentre a Komatsu fu richiesto un prototipo a quattro ruote. I veicoli furono costruiti fra il 1978 e il 1980. Infine venne deciso di adottare il modello di Mitsubishi con tre assi e sei ruote, che fu denominato Type 82 Command and Communications Vehicle, ed entrò in servizio con la Forza di autodifesa terrestre nel 1982.

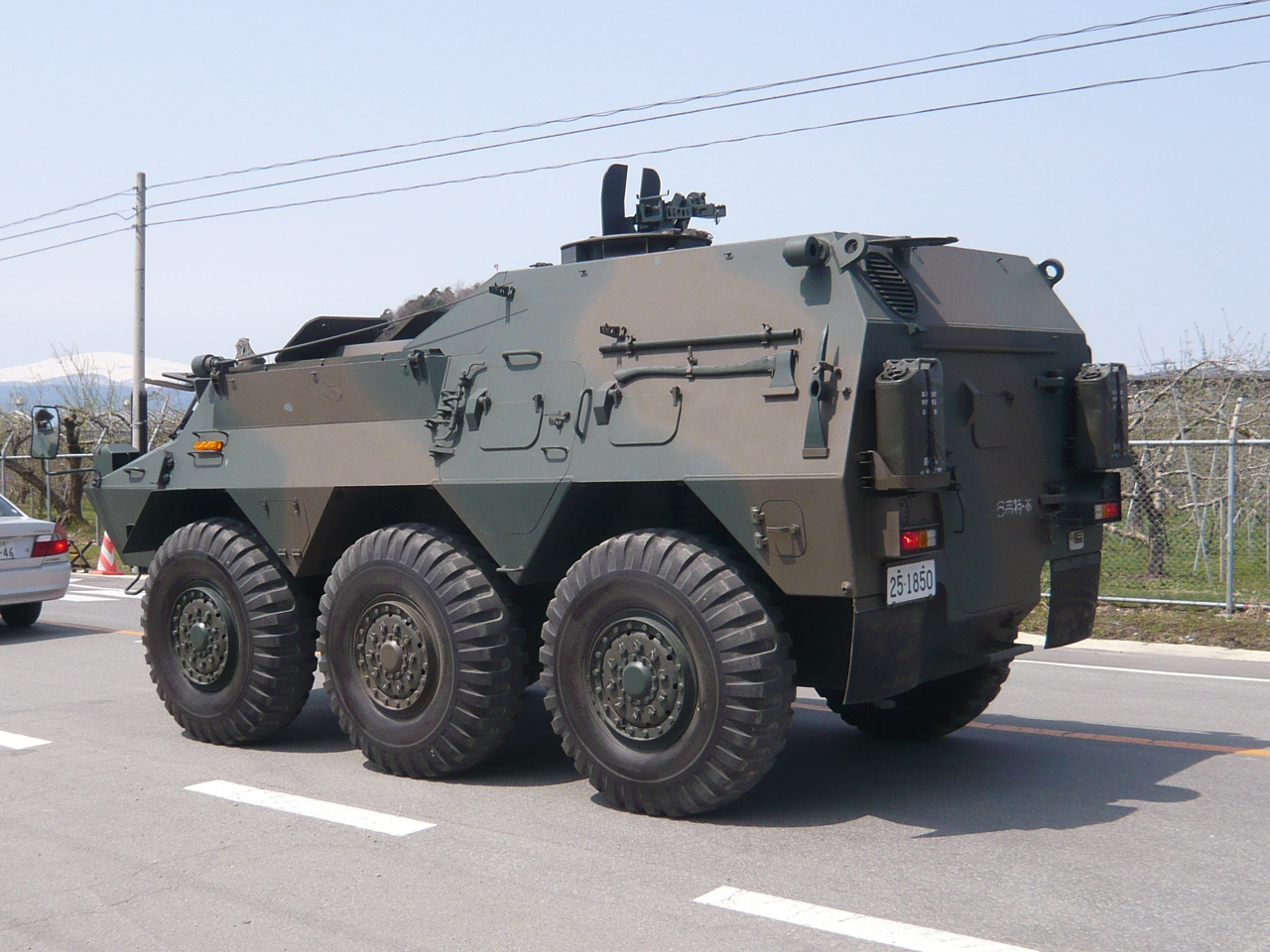
Vista laterale e posteriore del Type 82.

Alla Mitsubishi fu assegnato l'incarico di appaltatore principale, mentre la Komatsu divenne subappaltatore, restando comunque nel programma e mantenendo un ruolo importante, e quasi prevalente, nella produzione. In totale furono costruiti 231 esemplari dal 1982 al 1999.